# Chusquea nutans
Chusquea nutans är en gräsart som beskrevs av Lynn G. Clark. Chusquea nutans ingår i släktet Chusquea och familjen gräs. Inga underarter finns listade i Catalogue of Life.